# Allens Korallenotter
Allens Korallenotter (Micrurus alleni), auch als Pfeilkopf-Korallenschlange oder Pfeilkopf-Korallenotter bezeichnet, ist eine Schlangenart der Gattung Micrurus innerhalb der Familie der Giftnattern (Elapidae). Die Art wurde nach dem Herpetologen Morrow J. Allen benannt.

## Merkmale
Allens Korallenotter erreicht eine maximale Gesamtlänge von etwa 1,3 Meter, bleibt zumeist jedoch erheblich kleiner. Sie weist einen schlanken, zylindrischen Körperbau auf. Der rundliche Kopf setzt sich nur wenig vom Hals ab und besitzt eine abgerundete Schnauze sowie kleine Augen mit runder, schwarzer Pupille. Kopf und Schwanz sind zweifarbig (gelb oder weiß, schwarz), der Körper ist rot, gelb (oder weiß) und schwarz gebändert (13 bis 29 schwarze Ringe). Die roten Körperringe stoßen beiderseits an gelbe oder weiße Binden. Die schwarze Zeichnung der Schnauze geht in eine schwarze Kappe über, die auf dem Hinterkopf V- oder bandförmig in die helle Kopfbinde hinein stößt (zwischen die Parietalen oder diese teils bedeckend). Dorsal zeigen sich 15 Reihen glatter Körperschuppen (Scutum dorsale), kopfoberseits sind 9 vergrößerte, symmetrische Kopfschilde vorhanden. Unterseits lassen sich 205 bis 244 Ventralschilde und 32 bis 60 paarige Subcaudalschilde sowie ein geteiltes Scutum anale feststellen.
Es gibt tendenzielle geografische Unterschiede hinsichtlich der Färbung von Micrurus alleni. So sind Individuen mit gelben Ringen vor allem aus Populationen der pazifischen Gebiete sowie aus dem Südosten Costa Ricas (z. B. Cahuita und Umgebung) und Bocas des Toro auf der Seite Panamas bekannt. Die meisten anderen karibischen Populationen weisen dagegen weiße oder cremefarbene anstelle der gelben Ringe auf. Ferner tendieren ältere Tiere der pazifischen Populationen zu einem starken nachdunkeln der roten Ringe. Die Körperoberseite betroffener Alttiere kann daher zweifarbig gelbschwarz gebändert erscheinen, wogegen die roten Binden nur auf der Bauchseite sichtbar bleiben. Bei karibischen Populationen zeigen Schuppen der roten Ringe ebenfalls schwarze Punkte, allerdings ohne dass die Ringe insgesamt nachdunkeln.
Micrurus alleni ist von Micrurus nigrocinctus nigrocinctus und M. n. divaricatus durch folgende Merkmale abzugrenzen: deutlich höhere Anzahl von Ventralen bei beiden Geschlechtern, sehr breite gelbe Bänder und ein rückwärtiges Auslaufen (V- oder bandförmig) der schwarzen Kappe von Schnauze und Kopf.

Als Giftnatter verfügt Micrurus alleni über einen Giftapparat aus modifizierten Speicheldrüsen, die das Giftsekret produzieren und mit Giftzähnen in Verbindung stehen. Dies sind feststehende, leicht verlängerte Fangzähne im vorderen Oberkiefer (proteroglyphe Zahnstellung) mit einem geschlossenen Giftkanal zur Verabreichung des Giftsekrets. 

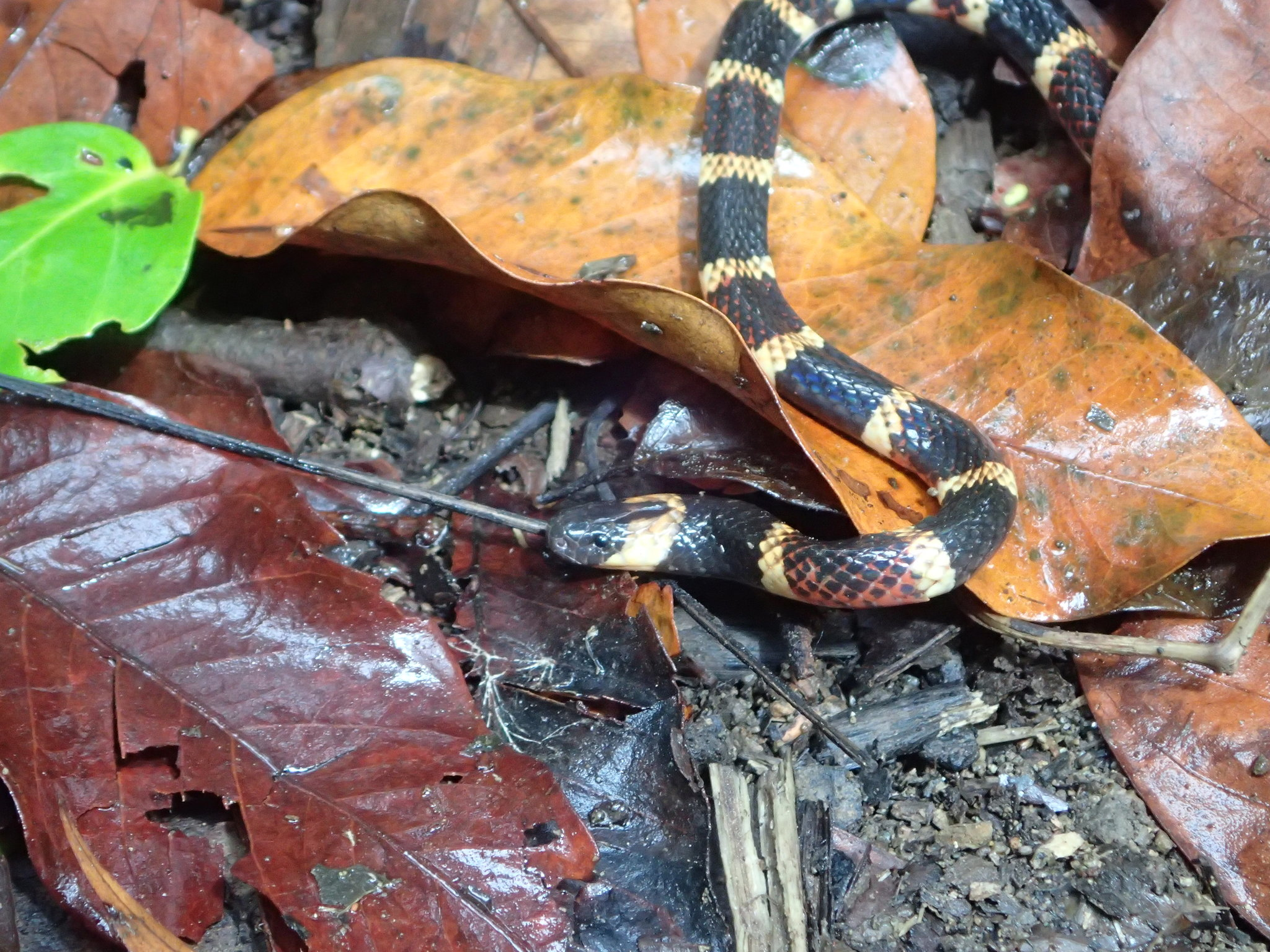
M. alleni, pazifische Population (Península de Osa, Costa Rica)

## Lebensweise
Allens Korallenotter führt eine weitestgehend verborgene, nachtaktive und bodenbewohnende Lebensweise. Zum Beutespektrum von Micrurus alleni zählen Schleichenlurche wie Oscaecilia osae, Kiemenschlitzaale (z. B. Synbranchus marmoratus), andere Schlangen und vermutlich auch Eidechsen. Die Beute wird durch einen Giftbiss immobilisiert.
Die Fortpflanzung erfolgt eierlegend (Oviparie). Die Eiablage findet vermutlich vorwiegend während der Trockenzeit zwischen Februar und April statt. Ein Gelege kann bis zu 20 Eier umfassen, meist jedoch weniger. Der Schlupf der Jungschlangen fällt mit dem Beginn der Regenzeit im Mai und Juni zusammen.

## Verbreitung
Allens Korallenotter kommt innerhalb Zentralamerikas in folgenden Ländern vor: Honduras (Südosten), Nicaragua (karibische Seite), Costa Rica (karibische und südliche pazifische Seite) und Panama (pazifisch an Costa Rica grenzend). Es werden Habitate vom Tiefland bis in Höhen von etwa 1600 Metern über dem Meeresspiegel besiedelt. Die Typuslokalität von Micrurus alleni liegt in Rio Mico, Nicaragua (nahe Rama, Siquia District). Die bevorzugten Biotope sind tropische Wälder und zeichnen sich durch ihre Feuchtigkeit oder Gewässernähe aus. So kommt Micrurus alleni in Arealen entlang von Fließgewässern, sumpfigen Regenwäldern oder saisonal überfluteten Gebieten vor.
Micrurus alleni ist lokal häufig, nicht gefährdet und der Gesamtbestand der Art wird als stabil eingestuft.

## Systematik
Aktuell listet The Reptile Database keine Unterarten von Micrurus alleni, es sind jedoch unter anderem folgende Synonyme bekannt:
- Micrurus alleni alleni Schmidt 1936
- Micrurus nigricinctus alleni Schmidt 1936
- Micrurus nigrocinctus yatesi Dunn 1942
- Micrurus alleni richardi Taylor 1951 – Typuslokalität: Los Diamantes, 2 km südlich von Guapiles, Costa Rica[1]
- Micrurus yatesi Taylor 1954
- Micrurus nigricinctus yatesi – Smith 1958
- Micrurus alleni alleni – Roze 1967
- Micrurus alleni yatesi – Roze 1967 – Typuslokalität: Chiriquí Land Company, Farm 2, nahe Puerto Armuelles, Chiriqui, Panama[1]
- Micrurus alleni yatesi – Welch 1994
- Micrurus alleni alleni – Welch 1994
- Micrurus alleni – Saage 2002
- Micrurus alleni – Wallach et al. 2014

Es geht hieraus auch hervor, dass eine Unterteilung von Micrurus alleni in Unterarten vorgeschlagen wurde. Die Diskussion wird von einigen Autoren dahingehend weitergeführt, dass eine Aufspaltung in verschiedene Arten denkbar wäre. Dabei würden die karibischen Populationen weiterhin als Micrurus alleni geführt, die pazifischen Populationen dagegen unter der Bezeichnung Micrurus yatesi als eigenständige Art betrachtet.

## Schlangengift
Das Giftsekret von Micrurus alleni enthält als pharmakologisch wirksame Bestandteile postsynaptische Neurotoxine mit curareartigen Effekten und muskelschädigende Bestandteile (Myotoxine). Nach einem Giftbiss beim Menschen treten nur geringfügig lokale Beschwerden an der Bissstelle auf. Für Elapiden eher untypisch, kann es nach einem Biss jedoch zu stärkeren Schmerzen an der Bissstelle kommen. Im weiteren Verlauf kann es zur Ausprägung von peripheren Lähmungserscheinungen (Paralyse) kommen die bis zum Tod durch Lähmung der Brust- bzw. Atemmuskulatur führen können. Da systemische, lähmende Effekte im Vordergrund der Giftwirkung stehen, kann die Anlage eines Kompressionsverbandes als Erste-Hilfe-Maßnahme angewandt werden, um die Ausbreitung der Toxine im Körper zu verlangsamen. Essentiell ist jedoch eine schnellstmögliche notärztliche Versorgung, da unter Umständen künstliche Beatmung und die Applikation mehrerer Dosen Antivenin notwendig werden können. Aufgrund der verborgenen Lebensweise kommt es nur selten zu Bissunfällen mit Korallenottern, die epidemiologische Bedeutung ist gering.